# Leucocelis discicollis
Leucocelis discicollis är en skalbaggsart som beskrevs av Reiche 1847. Leucocelis discicollis ingår i släktet Leucocelis och familjen Cetoniidae. Inga underarter finns listade i Catalogue of Life.